# Tyrannochthonius cavicola
Tyrannochthonius cavicola és una espècie d'aràcnid de l'ordre Pseudoscorpionida de la família Chthoniidae. Es troba de forma endèmica a Austràlia.